# Покровський ґебіт
Покро́вський ґебі́т, окру́га Покро́вське (нім. Kreisgebiet Pokrowskoje) — адміністративно-територіальна одиниця генеральної округи Дніпропетровськ Райхскомісаріату Україна часів Німецько-радянської війни, з центром у селищі Покровське.

## Історія
Ґебіт утворено о 12 годині дня 1 вересня 1942 року  на території Дніпропетровської області у рамках розширення генеральної округи Дніпропетровськ за рахунок приєднання лівобережної Дніпропетровщини, що до того часу перебувала під юрисдикцією військової адміністрації тилового району групи армій «Центр», не належачи до райхскомісаріату. 
Ґебіт поділявся на 2 райони: район Межова (Rayon Meshewaja) і район Покровське (Rayon Pokrowskoje),  які відповідали двом довоєнним радянським районам: Межівському і Покровському.
14 вересня 1943 року в адміністративний центр гебіту вступили радянські війська. 